# كهوف القديس أنتوني
كهوف القديس أنتوني (بالأوكرانية: Анто́нієві пече́ри) في تشرنيغوف، بدأت أوكرانيا في النصف الثاني من القرن التاسع عشر عندما جاء أنطوني كييف إلى بولدينا جورا. كان للمكان قوة فريدة، لذلك حفر كهفًا للوحدة والصلاة. كانت تشرنيغوف وكييف أكبر مراكز خقانات روس، وواجهوا مواجهة مستمرة. لمواكبة وتيرة كييف، ظهرت أول كنيسة في مجمع دير ترينيتي المعاصر بعد قرن من الزمان. يبلغ الطول الإجمالي لمبنى تشرنيغوف تحت الأرض حوالي 350 مترًا (1148 قدمًا).